# Sirena d'alarma antiaèria de Sabadell

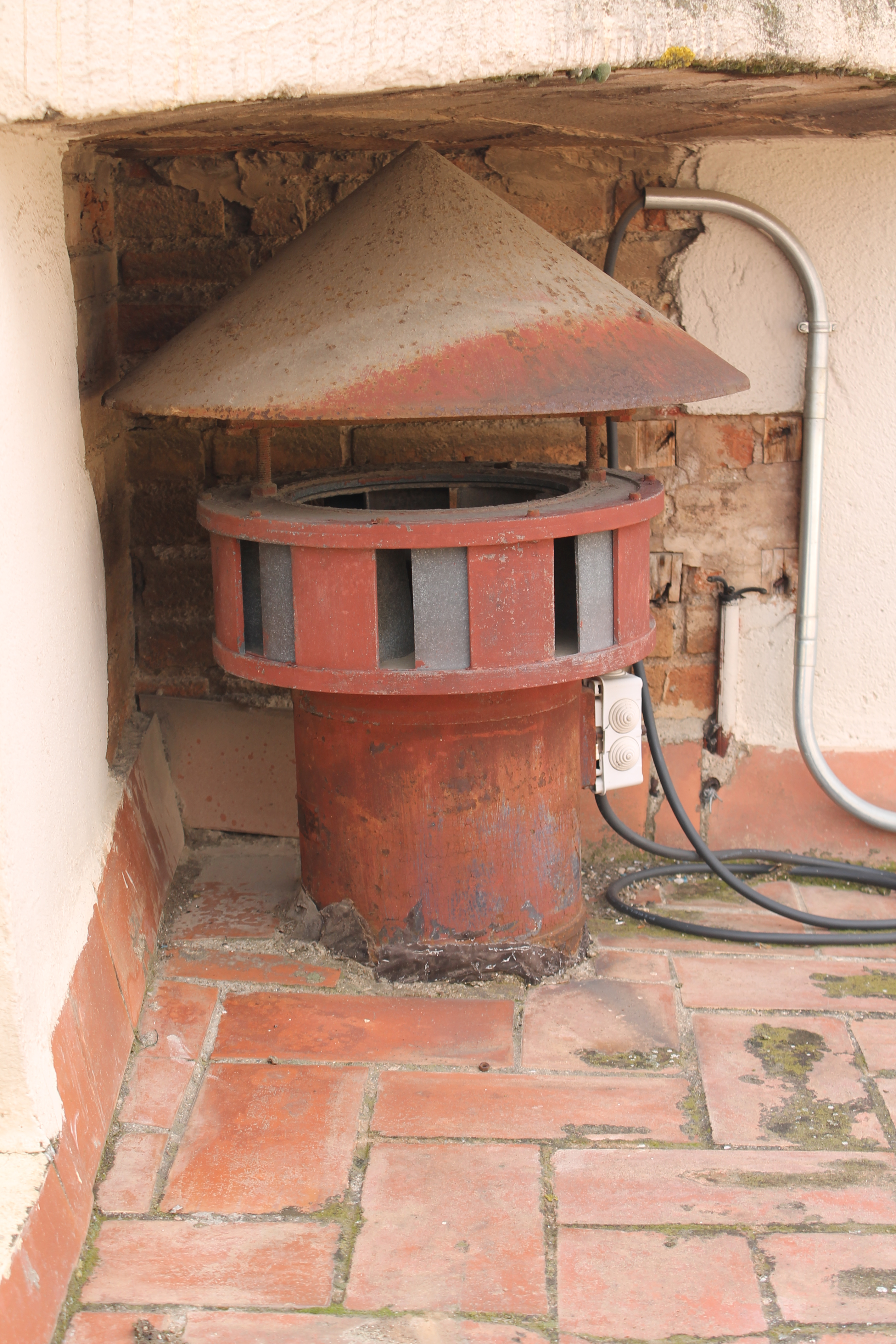
Sirena d'alarma antiàeria de l'Ajuntament de Sabadell, de l'any 1937, fabricada a La Electricidad, EC (Genís Ribé / MHS).

La sirena d'alarma antiàeria de Sabadell és un aparell d'alerta per advertir del perill de bombardeig que es va fabricar durant la Guerra Civil espanyola. Està instal·lada a la coberta de l'Ajuntament de Sabadell, a l'edifici central de la plaça de Sant Roc. Aquesta sirena es va fabricar i instal·lar a l'estiu de 1937. La seva placa de fabricació conserva el nom de «La Electricidad, EC», fet que ens indica que l'empresa, abans SA, ja havia estat oficialment col·lectivitzada. A l'Arxiu Històric de Sabadell (AHS) es conserva l'expedient administratiu de compra i d'instal·lació d'aquest aparell, i també es conserven una fotografia d'època d'un model similar de sirena i els plànols originals d'aquest mateix model, encara que datats en l'any 1938. A la ciutat de Guernica es conserva una sirena similar també de la Guerra Civil, molt menys potent.

## Descripció
La sirena d'alarma antiaèria de Sabadell està instal·lada –i encara operativa– al lloc original, a la coberta situada a la part posterior de l'edifici de l'Ajuntament de Sabadell, a l'angle nord / nord-est.
Segons els expedients de compra conservats a l'AHS, entre els mesos de juliol i agost de 1937 l'Ajuntament de Sabadell va adquirir a La Electricidad EC, “(...) un grup sirena d'eix vertical, motor trifàsic de 5 HP, a 220/380 volts, 50 períodes, 3.000 revolucions”, equipat amb els accessoris corresponents, amb destinació al servei de Defensa Passiva (acord de 21 de juliol de 1937). En plena guerra es volia disposar d'una sirena molt potent per fer front i alertar del perill d'una “acció del feixisme criminal”.
Efectivament, aquesta compra es va dur a terme en el marc d'una primera organització de la defensa passiva en prevenció dels atacs aeris feixistes de les aviacions italianes i alemanyes que donaven suport a l'ofensiva de l'exèrcit del general Franco. A Sabadell encara estava molt present el bombardeig que va patir l'entorn del camp d'aviació, per la banda de Barberà del Vallès, el 13 de març de 1937, i també els primers bombardejos contra la població civil a Barcelona capital i algunes poblacions properes. Sota el mandat de l'alcalde Josep Moix, la iniciativa de fer aquesta compra i instal·lació fou de l'anarcosindicalista Pere Mañé i del conseller regidor d'ERC Josep Esteve. Uns mesos després (octubre-novembre de 1937), es va constituir la Junta de Defensa Passiva Local de Sabadell i es va posar en marxa la construcció de refugis antiaeris per a la població civil, alguns dels quals encara es conserven a la nostra ciutat.
La sirena té el número de fabricació 25.673, funciona amb un corrent de 220/380 volts, té una potència de 5 HP i el rodet gira a 2.850 revolucions reals. Segons els models de sirena que es van projectar durant la guerra, entre els mesos de desembre de 1936 i de febrer de 1938, i segons la documentació de l'adquisició, es confirma que aquesta sirena és del tipus III vertical, sense dispositiu morse ni protector inferior. Consta de la peça del sòcol clavat al terra de la coberta de l'Ajuntament, la carcassa que protegeix el motor i l'eix interns, el rodet de 8 obertures amb el seu suport, i un protector-ressonador superior de forma cònica. En aquest terrat encara es conserva, anul·lat, l'anell porta línia elèctrica amb un aïllador de porcellana.
La sirena, els accessoris i la seva instal·lació van suposar una despesa total de 10.255 pessetes. La sirena sola va costar 3.775 pessetes, i també es va comprar un grup electrògen i altres aparells i materials per valor de 6.480 pessetes, instal·lació inclosa.

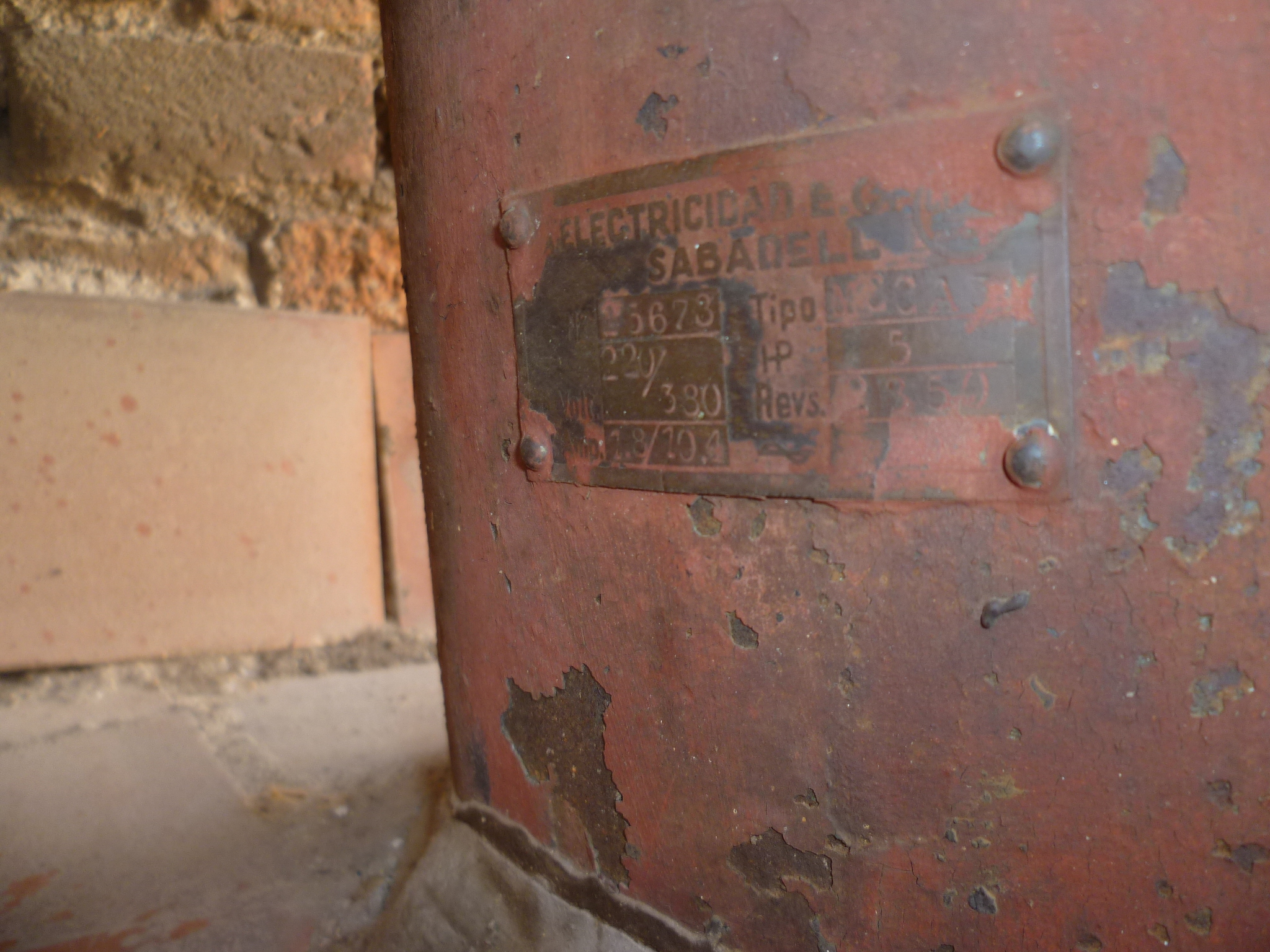
Placa de fabricació de la sirena d'alarma antiàeria de l'Ajuntament de Sabadell (La Electricidad, EC / 1937) (Genís Ribé / MHS).

## La Electricidad SA / EC
Els orígens d'aquesta empresa dedicada a la producció d'instal·lacions i maquinària elèctrica es remunten al 1896, any en què es fundà la raó social Brujas (Joan Brujas Pellisser), Frêne i Agazzi. Els primers tallers d'aquesta empresa funcionaren a l'entorn de l'actual plaça del Gas i després a la cantonada dels carrers de Ferran Casablancas i el del Dr. Creuheras. Entre els anys 1900 i 1908 la producció es traslladà a unes naus noves i de lloguer que s'havien construït al carrer de Bonavista, 16, segons uns projectes arquitectònics dissenyats primer pel mestre d'obres Francesc Renom Romeu i després per l'arquitecte Josep Renom i Costa. Aleshores els tallers disposaven d'una plantilla de 35 treballadors.

Nau foneria de La Electricidad SA, de Sabadell, anys 1920 (autor desconegut / AHS).

L'any 1911 es va constituir La Electricidad, SA (LESA). L'empresa i les instal·lacions anaren creixent i ampliant-se, i es va aixecar la gran nau foneria de l'any 1916. L'arquitecte Josep Renom havia prefigurat, amb aquest establiment, la futura gran illa industrial que consolidaria aquest complex industrial al llarg de la segona meitat del segle xx, al seu emplaçament entre els carrers de les Tres Creus, Covadonga, Montcada i la via del ferrocarril del Nord. Als anys 1920 l'empresa ja tenia uns tres-cents treballadors.
Amb l'esclat de la Guerra Civil l'empresa fou col·lectivitzada de facto el mateix juliol del 1936, sota el control d'un Comitè Obrer. Oficialment, però, l'empresa no esdevingué La Electricidad, EC fins a finals del desembre del 1936. La seva producció es reorientà cap a la indústria de guerra immediatament i s'hi fabricaren, entre altre material bèl·lic, vehicles blindats, aparells i màquines elèctriques per a l'exèrcit, vasos de granades de mà i armadures de bomba. Inicialment la fàbrica fou proveïdora de la Generalitat de Catalunya (Comissió d'Indústries de Guerra) i del Ministeri de Defensa Nacional i, a finals del novembre de 1937, fou nacionalitzada i passà a dependre directament de la Subsecretaria d'Armament del Govern espanyol. A partir d'aquell moment els tallers es denominaren Fábrica <R>. La plantilla assolí més de 400 treballadors.

Secció elèctrica dels tallers de La Electricidad SA del carrer de Bonavista, 16, a Sabadell. Anys 1930 (autor desconegut / AHS).

Durant aquest període els tallers del carrer de Bonavista s'especialitzaren, també, en la producció de sirenes d'alarma antiaèria. La seva experiència en la fabricació d'aquests aparells arrenca de l'any 1919, quan aleshores ja feren els primers models de sirenes horàries. Durant la guerra dissenyaren dos models bàsics de sirena, amb diverses variants i sofisticacions tècniques: la sirena horitzontal del tipus I (d'1 HP de potència) i la sirena vertical dels tipus I al III (fins a una potència màxima de 6 HP), amb un radi d'audició que variava d'entre 3 i 7 km i amb un so que podia ser agut o greu. El model de sirena vertical fou el que més èxit tingué. Després de la guerra l'empresa continuà fabricant algunes sirenes, fins a l'any 1949, i també continuà la seva activitat pròpia i aliena a la producció armamentística, de forma expansiva, creixent en espais i nous tallers (1946-1954). Els antics tallers del carrer de Bonavista es tancaren a mitjan anys 1950 i amb el temps s'acabaren enderrocant (actualment plaça de Maria Teresa Gavarró). A partir del 1962 la LESA deixà d'existir com a empresa i les instal·lacions industrials anaren canviant de mans i de propietaris fins que la seva activitat va cessar l'any 2000. D'aquesta gran empresa sabadellenca avui ens resta el testimoni –patrimonial i rehabilitat– de la Fira Sabadell, un edifici que no existia durant la Guerra Civil.

## Una sirena que encara funciona
Aquesta sirena i la seva data de fabricació havia passat desapercebuda per a molts ciutadans i ciutadanes al llarg de molts anys, tot i que s'ha fet i es fa funcionar en diverses etapes i per a diferents motius, fins que l'equip del Museu d'Història de Sabadell l'ha pogut investigar i estudiar de forma aprofundida, i recuperar-ne, així, els valors patrimonial i de memòria històrica.

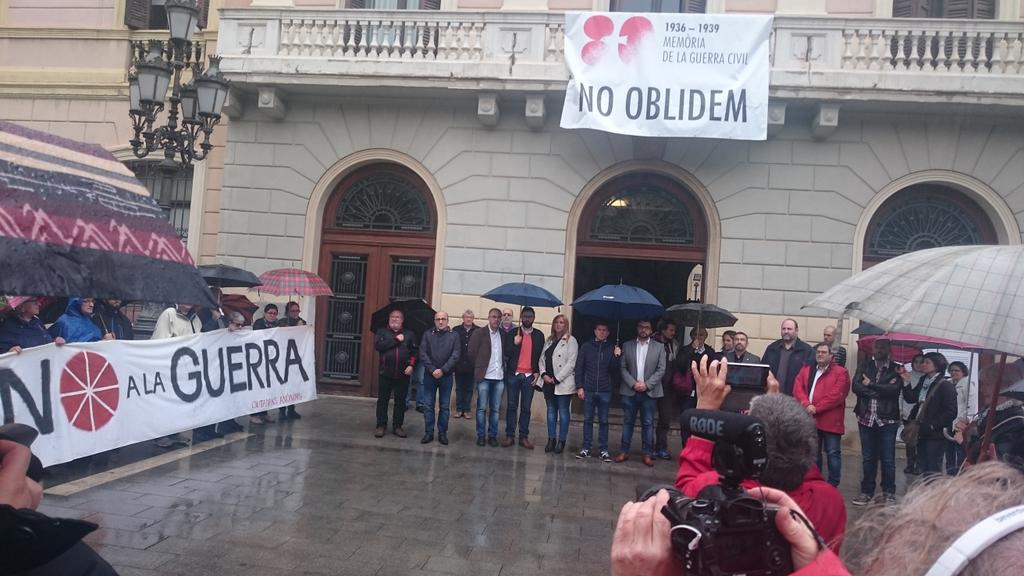
Concentració a la plaça de Sant Roc de Sabadell amb motiu dels 80 anys del bombardeig de Guernica, en què van sonar a l'hora les dues sirenes de la Guerra Civil que es conserven en ambdues ciutats. Sabadell, 26 d'abril de 2017 (Ajuntament de Sabadell).

La sirena de Sabadell encara continua sonant per convocar actes civils de solidaritat, de record i de denúncia col·lectiva.